# Alberdingk Boley
Die Alberdingk Boley GmbH ist ein mittelständisches Unternehmen im Familienbesitz mit Sitz in Krefeld-Uerdingen.
Das Kerngeschäft ist die Herstellung und Vermarktung von wasserbasierten Polyurethan-, Kunststoff- und Klebstoffdispersionen für die Verwendung in Lacken, Bautenfarben, Putzen, Holzbeschichtungen, Korrosionsschutzmitteln und Klebstoffen. Ein weiteres Standbein sind natürliche Öle als nachwachsende Rohstoffe. Europaweit ist Alberdingk Boley der einzige Produzent von Rizinusöl, Lackleinöl sowie deren Derivaten. Sie werden zur weiteren Verarbeitung in Druckfarben, der Kosmetikindustrie und im Pharmabereich an die Industrie geliefert.
Mit Produktionsstätten in China und den USA beschäftigt Alberdingk Boley weltweit rund 500 Mitarbeiter. Mehr als ein Viertel der Mitarbeiter ist im Bereich Forschung und Entwicklung tätig.

## Geschichte
Der Unternehmensname Alberdingk Boley beinhaltet die Familiennamen der Gründerfamilien.
Gründerfamilie Alberdingk:
Gegründet wurde das Unternehmen 1772 durch Hendrik Alberding in Amsterdam (Niederlande). Zu dieser Zeit schrieb sich der Name noch ohne das "gk" am Ende, das 'k' kam erst später dazu. Ursprünglich stellte Hendrik Alberding Fässer für Walfänger her. Daraus entwickelt sich ein schwunghafter Handel mit Tran und Ölen. 1798 nutzte Frederik Alberding, der Sohn des Gründers, die Befreiung vom Zunftzwang und kaufte Mühlen in Holland, unter anderem für die Verarbeitung von Saaten und Gewürzen.
Gründerfamilie Boley:
Franz Heinrich Boley startete 1828 in St. Tönis nahe Krefeld den Betrieb einer Ölmühle. Nicht weit davon entfernt, im niederländischen Leeuwarden, gründeten T.I. Alberdingk Söhne 1879 eine Leinölfirnisfabrik. Das Unternehmen übersiedelte sieben Jahre später an den Uerdinger Rheinhafen. Kurze Zeit danach verlegte auch Boley seine Ölmühle an die strategisch wichtige Wasserstraße. Beide Firmen fusionierten 1921 zur Alberdingk Firnis- und Ölwerke AG. Drei Jahre danach erfolgte der Zusammenschluss mit der Linner Ölmühle Emil Boley.
Die Ölmühle F.H. Boley wurde 1894 in Uerdingen erbaut. Beide Unternehmen fusionierten 1921 zur Alberdingk-Firnis und Ölwerke AG. Die Deutsche Rizinus-Oelfabrik Boley wurde 1933 gegründet. Die Vereinigten Uerdinger Oelwerke Alberdingk Boley AG entstanden schließlich nach dem Zusammenschluss mit der 1905 im Linner Rheinhafen gegründeten Ölmühle Emil Boley. 1970 startete Alberdingk Boley GmbH die Produktion von Kunststoff-Dispersionen. Die Thai Castor Oil Ind. Co. Ltd. wurde 1977 in Bangkok (Thailand) gegründet. Mit der Produktion von Polyurethan-Dispersionen wurde 1985 auf Wasserbasis ein weiterer Meilenstein für das Unternehmen gestartet.
1989 wurden die beiden Firmen Vereinigte Uerdinger Oelwerke und Deutsche Rizinus-Oelfabrik Boley schließlich umgewandelt in die einheitliche Kapitalgesellschaft Alberdingk Boley GmbH. Mit der Herstellung von Klebstoff-Dispersion startete man 1998. Die Alberdingk Boley Inc., Greensboro, North Carolina, USA wurde 2000 gegründet. 2005 wurden 100 % PU-Polyole mit ins Portfolio aufgenommen. Die Gründung der Alberdingk Resins Co., Ltd. erfolgte 2007 in Shenzhen, China. 2020 gründete das Unternehmen eine Vertriebsgesellschaft im italienischen Treviso, Alberdingk Italia. 
Das Unternehmen erhielt für seine Arbeit diverse Auszeichnungen.

## Beteiligungen
- Polytan Beteiligungs GmbH, Krefeld (100 %)
- Polyshare GmbH, Krefeld (100 %)
- Alberdingk Resins (Shenzhen) Co. Ltd., Shenzhen, China (100 %)
- Alberdingk Resins (Zhuhai) Co. Ltd., Zhuhai, China (100 %)
- GER Aquapolymer GmbH, Würselen, (100 %)
- KRos GmbH, Krefeld (50 %)
- Thai Castor Oil Industries Company Ltd, Bangkok, Thailand (26,5 %)
- Alberdingk Italia, Treviso, Italien (50 %)
- Uzin Utz, Ulm, Deutschland (26,03 %)